# Filialkirche St. Stefan (Straßburg)

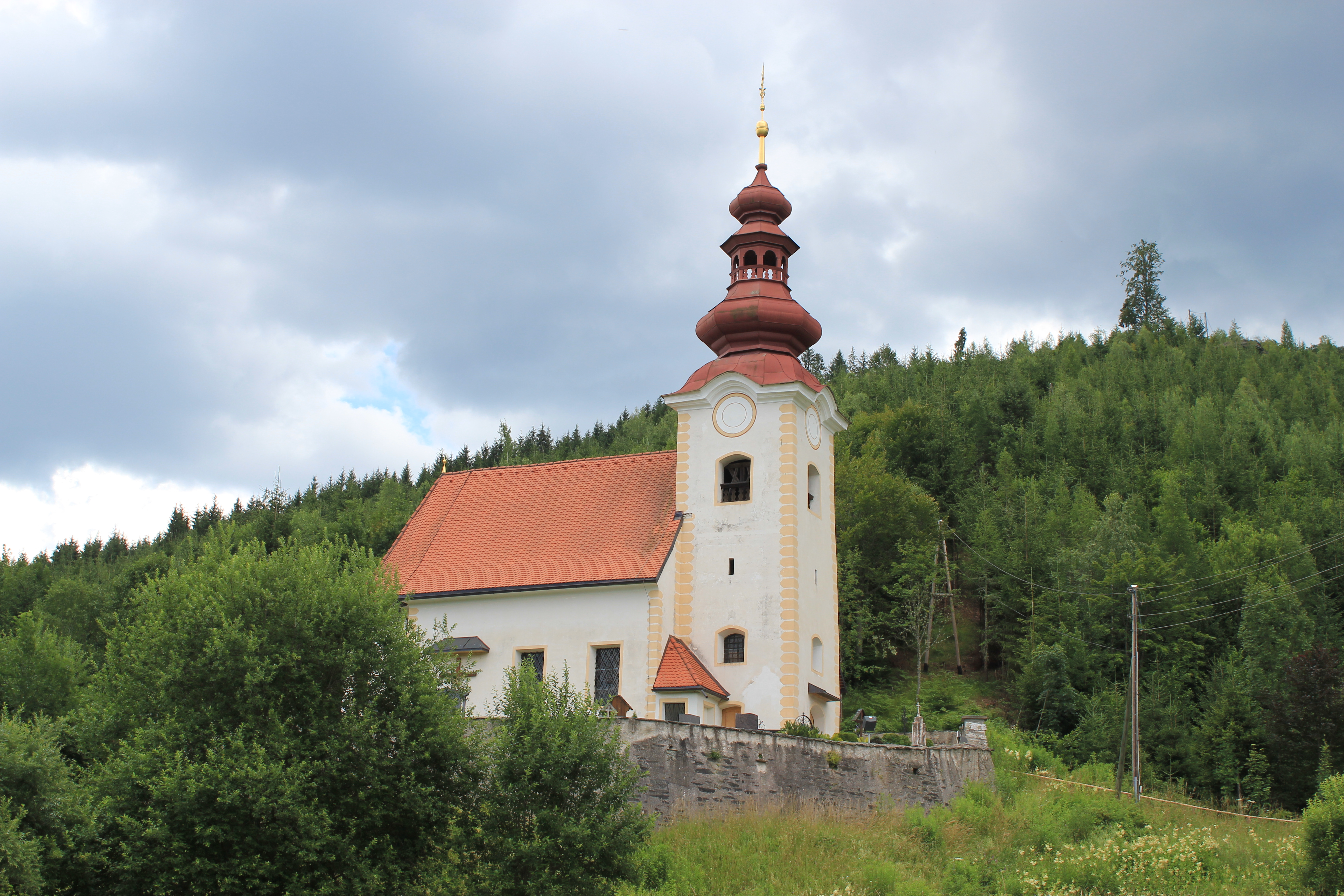

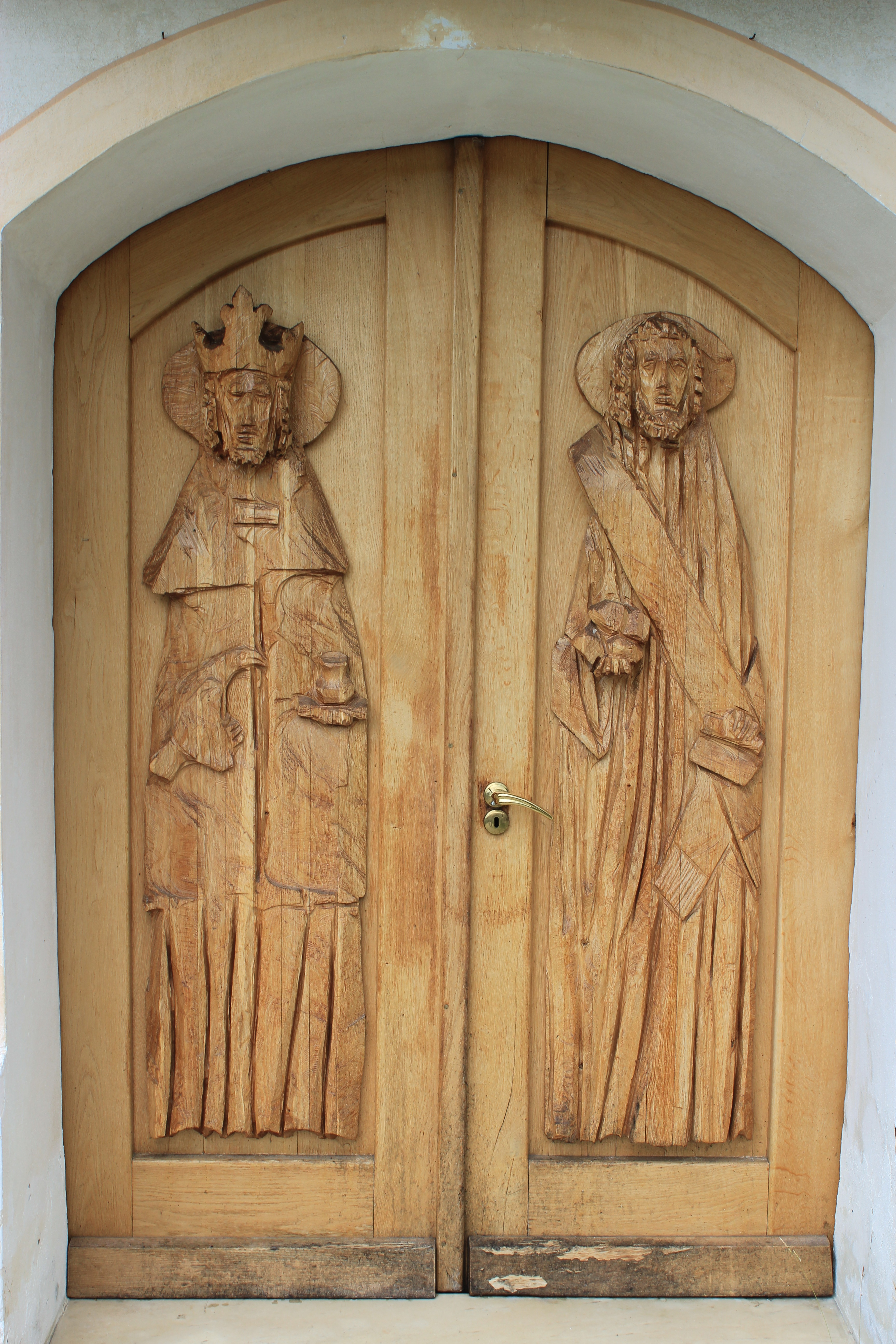
Portal mit den Reliefs der Heiligen Oswald und Stephanus

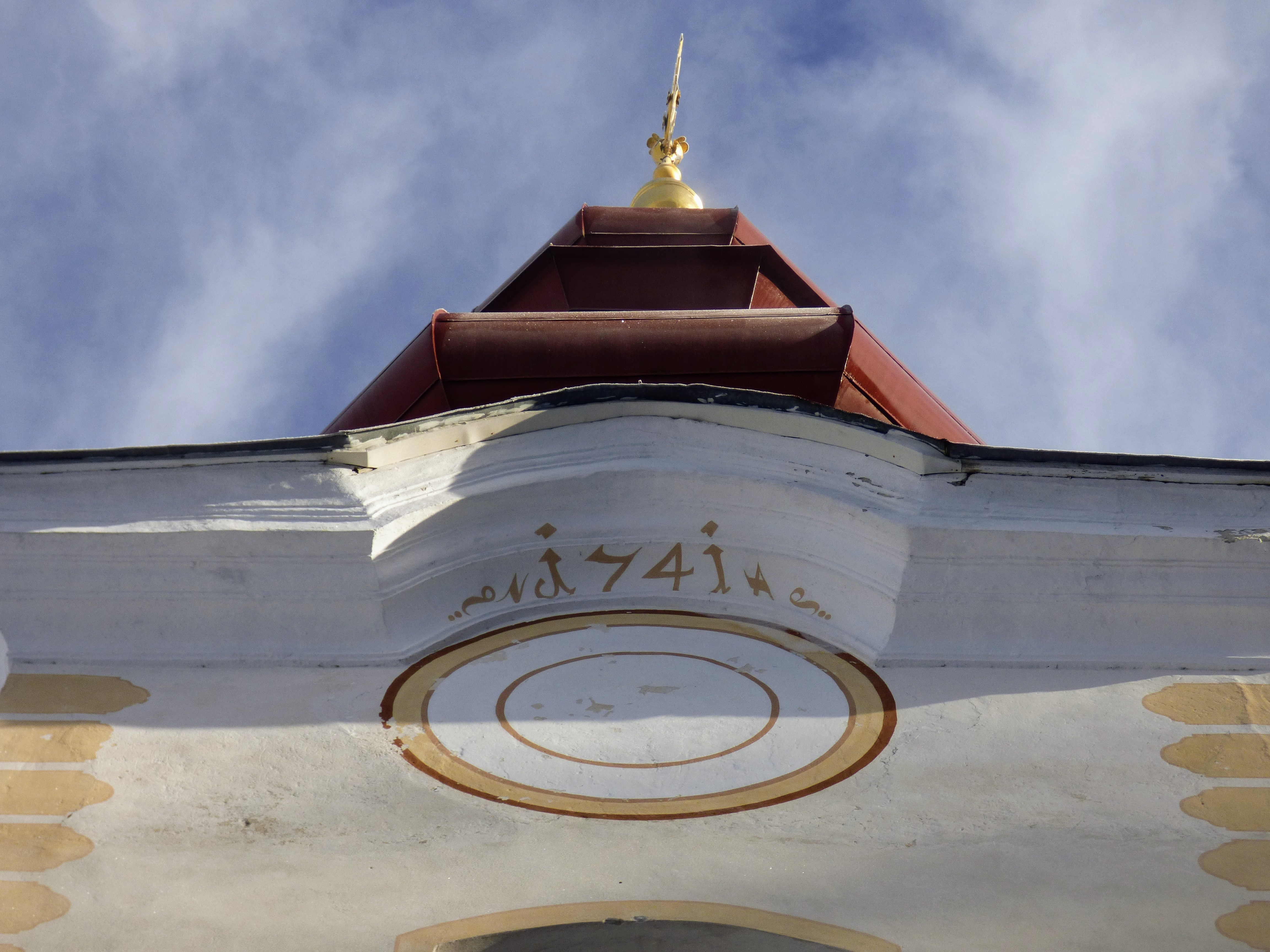
Jahreszahl des Umbaus 1741 am Kirchturm

Die römisch-katholische Filialkirche St. Stefan steht gegenüber von Straßburg am rechten Ufer der Gurk. Die Kirche wurde erstmals 1208 als Filiale von Lieding genannt und muss noch im selben Jahr zur Pfarre erhoben worden sein. Bei der Gründung des Straßburger Kollegiatkapitels um 1330 wurde St. Stefan dem Kapitel inkorporiert und wurde Filiale der Stadtpfarre.

## Baubeschreibung
Die Kirche ist ein mittelgroßer, im Kern romanischer Bau. Er wurde 1741 umgebaut und erhielt eine barocke Apsis. An den leicht eingezogenen Chor ist südlich eine barocke Sakristei angebaut. An das Langhaus schließt im Westen ein dreigeschoßiger, zwiebelbekrönter Turm. In dessen Untergeschoß befindet sich eine kreuzgratgewölbte Vorhalle. Der Aufgang zum Turmobergeschoß sowie zur Empore befindet sich an der südlichen Außenwand. Die älteste Glocke im Turm wurde um 1400 gegossen. Das Kruzifix an der Außenwand stammt aus dem 18. Jahrhundert.
Über dem dreijochigen Langhaus wölbt sich eine Flachtonne mit Stichkappen. Ein eingezogener, gedrückter, barocker Triumphbogen verbindet das Langhaus mit dem um zwei Stufen erhöhten Chor. Der Kircheninnenraum wird durch Pilaster und stark profiliertes verkröpftes Gebälk gegliedert. Über den Pilastern erheben sich Gurtbögen. Das Langhaus wird durch vier Korbbogen-, der Chor durch drei Segmentbogenfenster belichtet. Die Chorwölbung und die Triumphbogenwand sind mit Bänderrankenstuck geschmückt. Über dem Triumphbogen ist in einem Medaillon ein Stuckkruzifix vor einer Landschaft zu sehen. Im Tonnengewölbe des Langhauses sind Stuckrahmenfelder angebracht.
Die stark vorgewölbte Orgelempore steht auf zwei toskanischen Säulen. Die Emporenbrüstung weist ähnlich reichen Stuck wie der Chor auf. Das Orgelpositiv wurde um 1700 gebaut. Das Gemälde des heiligen Oswald an der Empore stammt aus dem späten 18. Jahrhundert.

## Einrichtung
Der Hochaltar mit Opfergangsportalen wurde 1759 von Georg Moser geschaffen und von Johannes Benedikt Fromiller gefasst. Mittelpunkt des Altars ist eine plastische Darstellung des heiligen Stephanus. Seitlich stehen die überlebensgroßen Statuen der Heiligen Andreas und Christophorus, im offenen Aufsatz die Figurengruppe der Heiligen Dreifaltigkeit. Das Relief auf dem Antependium stellt die  Entrückung des heiligen Stephanus dar. Die Statuen schuf teilweise Joseph Pergler 1759.
Die Seitenaltäre sind stucktierte Wandaltäre mit geschnitzten Reliefs an den Antependien. Das Gemälde des linken Altars zeigt das Gnadenbild von Maria Schnee. Am rechten Altar ist der heilige Oswald zu sehen. Die um 1680 entstandene Kanzel ist mit Köpfen weiblicher Heiliger geschmückt. Die Konsolfiguren der heiligen Stephanus und Johannes des Täufers im Langhaus stammen aus der Mitte des 18. Jahrhunderts.